# 1933
1933 is een jaartal volgens de christelijke jaartelling.

## Gebeurtenissen
januari
- 4 - Anton de Kom arriveert per schip uit Nederland in Suriname. Omdat het gouvernement overal affiches heeft opgehangen om tegen de "agitator" te waarschuwen, staan honderden mensen op de kade ter verwelkoming.
- 7 - Verschijning van de eerste editie van Volk en Vaderland, het weekblad van de NSB.
- 8 - Goofy verschijnt voor het eerst in een Amerikaanse krantenstrip.
- 11 - Tijdens de Januariopstand in Spanje komt het in het gehucht Casas Viejas in de provincie Cádiz tot een aanvaring tussen anarchisten en de Guardia Civil, waarbij 21 doden vallen.
- 17 - De Volkenbond zendt een scherpe waarschuwing aan Peru, dat met Colombia in een kleine oorlog is geraakt rond het bezit van de stad Leticia.
- 26 - De Friezin Sjoukje Bouma wordt de eerste Nederlandse kampioen schaatsen op de korte baan bij de vrouwen.
- 29 - In Ierland halen de republikeinen van Éamon de Valera bij verkiezingen voor de Dail nipt een absolute meerderheid.
- 30 - President Hindenburg benoemt op aanraden van Franz von Papen Adolf Hitler tot rijkskanselier. Von Papen wordt vicekanselier, en ook verder zitten er voornamelijk niet-NSDAP-leden op de sleutelposities.

februari
- 1 - De Surinaamse communist Anton de Kom wordt gearresteerd als hij een petitie wil gaan aanbieden aan de gouverneur.
- 4 - Op het Nederlandse pantserschip Hr. Ms. De Zeven Provinciën breekt muiterij uit, naar aanleiding van de bezuinigingen.
- 7 - Op het gerucht dat Anton de Kom zal worden vrijgelaten, stroomt het Oranjeplein vol. Als de menigte weigert te vertrekken schieten de ordetroepen. Op deze Zwarte Dinsdag vallen 2 doden en 22 gewonden.
- 10 - De muiterij op De Zeven Provinciën wordt beëindigd door een bom op het dek, wat 23 levens kost. In Nederland zijn de reacties gemengd.
- 20 - Tijdens een geheime bijeenkomst in de ambtswoning van Hermann Göring, president van de Duitse Rijksdag, zegt de top van het Duitse bedrijfsleven 2 miljoen rijksmark toe aan de aanstaande verkiezingscampagne van de NSDAP.
- 25 - De Volkenbond steunt een autonoom Mantsjoerije binnen China en wijst Japan als agressor in het conflict met China, waarna Japan uit de Volkenbond treedt.
- 27 - Naar aanleiding van de Rijksdagbrand in Berlijn neemt de regering-Hitler nog dezelfde dag verregaande maatregelen tegen de communisten. Als aanstichter van de brand wordt de Nederlander Marinus van der Lubbe aangewezen.
- 28 - De Reichstagsbrandverordnung en de Ermächtigungsgesetz, die Hitler de vorige dag afgekondigd heeft, treden in werking en maken een eind aan vele vrijheden in het Duitse Rijk.
- Na de machtsgreep van de nazi's moeten alle Berlijnse homohorecagelegenheden sluiten. De Duitse homoscene verliest hiermee bekende horecagelegenheden zoals Eldorado, Damenklub Violetta (wordt clandestien voortgezet) en de Toppkeller.

maart
- 3 - Op de laatste dag van zijn presidentschap tekent Herbert Hoover de "Buy American Act", een reeks van protectionistische maatregelen.
- 5 - De verkiezingen voor de Rijksdag leveren een overwinning op voor de NSDAP, die 288 van de 647 zetels behaalt. Omdat de zetels van de communistische KPD niet worden meegeteld, is dit zelfs een absolute meerderheid.
- 8 - Onder invloed van de net verkozen nazi's wordt het lesbische tijdschrift Die Freundin verboden. Het laatste nummer verschijnt op deze dag.
- 21 - Het eerste concentratiekamp Dachau voor politieke gevangenen is gebruiksklaar.
- 23 - De nieuwe Rijksdag stemt in met de machtigingswet van 1933 (Gesetz zur Behebung der Not von Volk und Reich), waarmee de parlementaire bevoegdheden aan Hitler worden overgedragen.

april

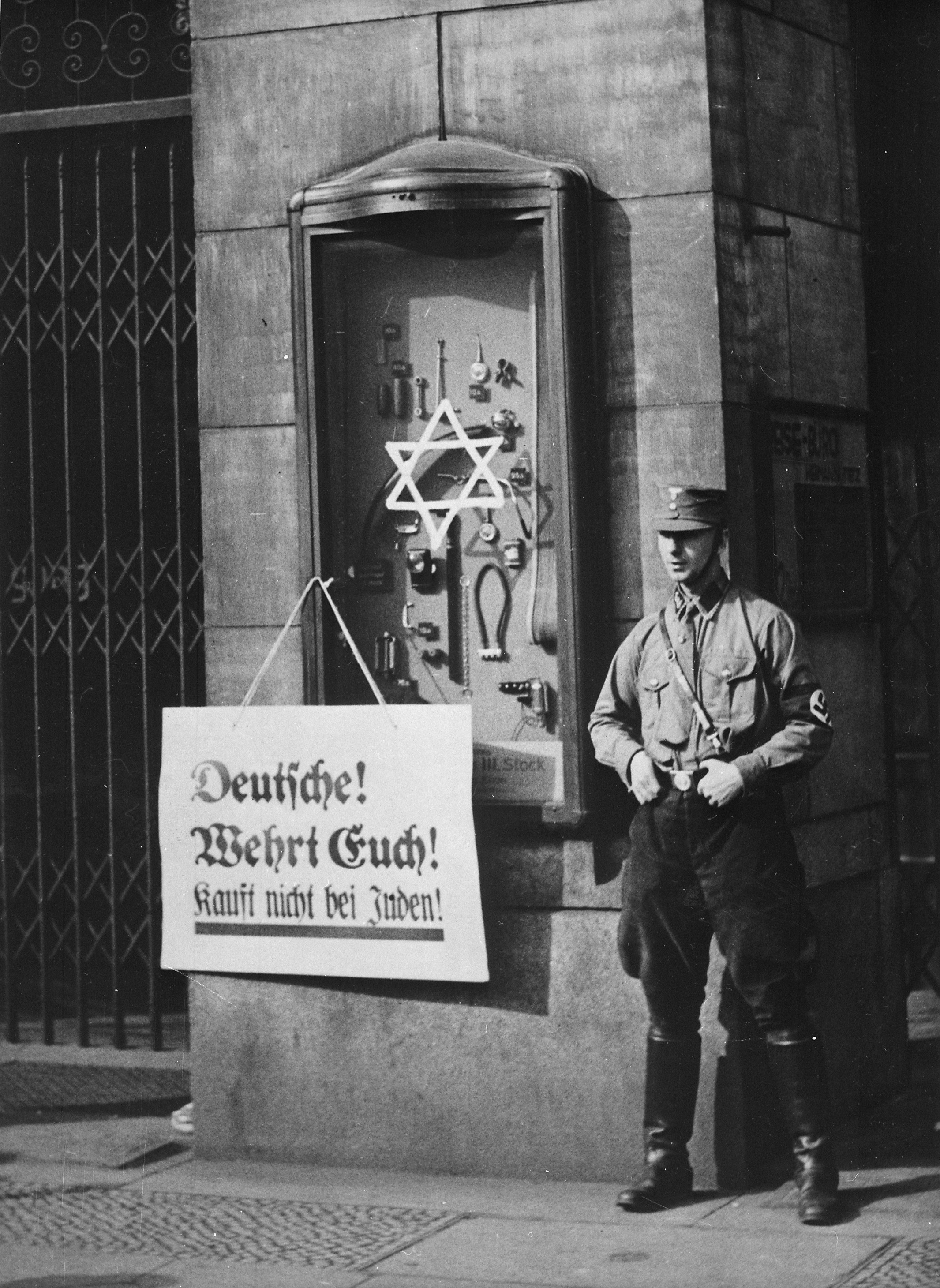
1 april: boycot van Joodse winkels in Duitsland. Op het bord: "Duitsers! Weert u! Koopt niet bij Joden!"

- 1 - In Duitsland wordt een boycot van Joodse winkels en bedrijven gehouden. In de nacht voordien wordt op de ruiten geschilderd: "Gevaar! Joodse winkel."
- 1 - Boeken van communistische, joodse en andere het regime niet welgevallige schrijvers worden in Wupperthal uit bibliotheken verwijderd door leden van de nationaalsocialistische Studentenschaft.
- 7 - In Amerika wordt de "beer law" van kracht, een wet die de verkoop toestaat van bier en wijn met een alcoholpercentage tot 3,2%. Op 11 april loopt in Hoboken, New Jersey, een schip de haven binnen volgeladen met Heineken bier.
- 10 - De regering van Hitler verklaart 1 mei per wet tot betaalde "Feestdag van de nationale arbeid". Middels deze door Joseph Goebbels voorgestelde maatregel weet Hitler een groot aantal vakbondsleiders naar Berlijn te lokken om ze vervolgens gevangen te nemen en naar concentratiekampen af te voeren.
- 26 - Tweede Kamerverkiezingen in Nederland. In een ongemeen felle verkiezingscampagne heeft de lijsttrekker van de Anti-Revolutionaire Partij Hendrikus Colijn de muiterij op de Zeven Provinciën geweten aan gestook van de socialisten en communisten. Zijn ARP wint twee zetels, terwijl de SDAP en de RKSP er twee verliezen. Er komt een aantal eenmansfracties bij zowel links als rechts op de flanken.

mei

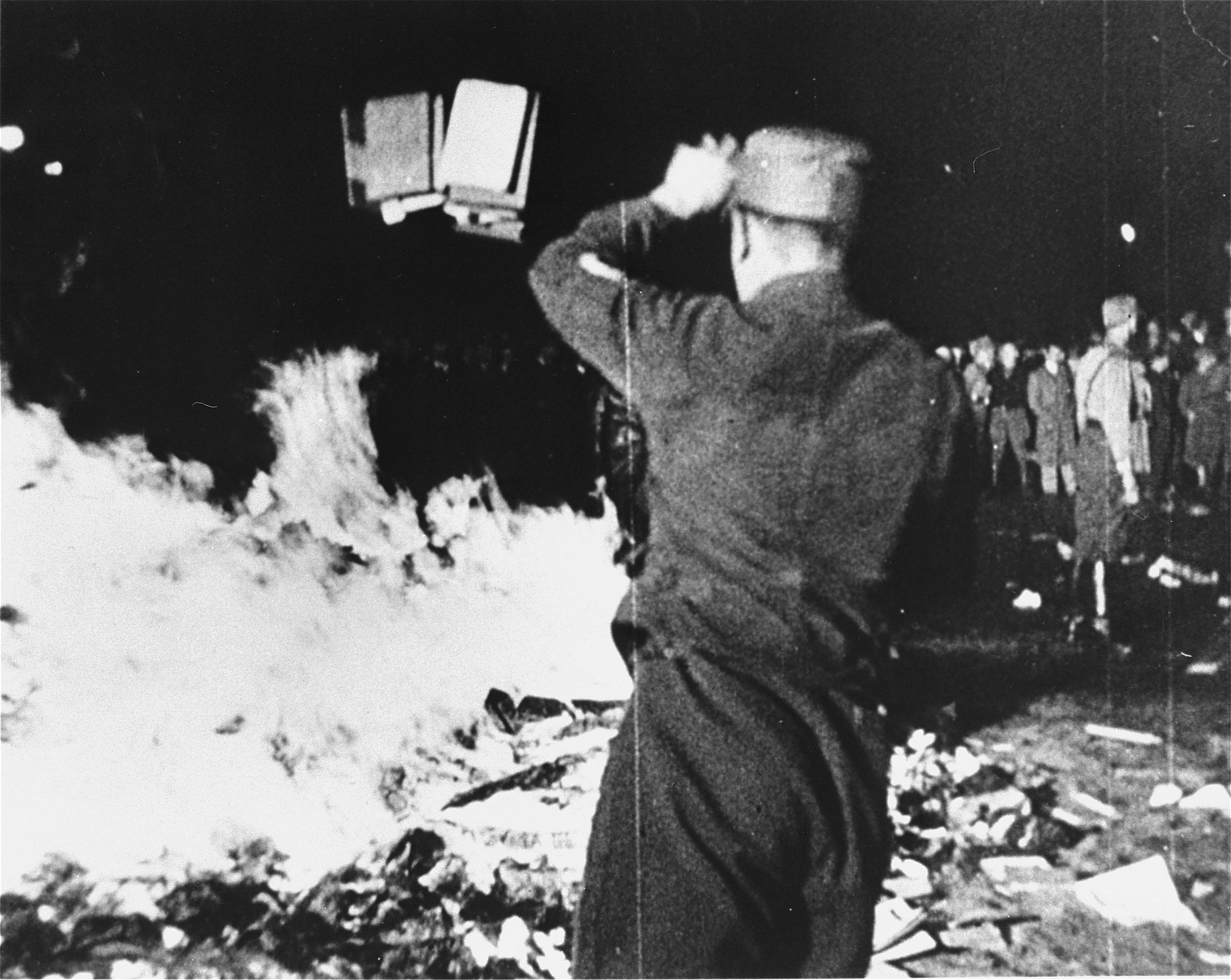
10 mei: Boekverbranding.

- 5 - Om de aanhoudende crisis in de landbouw te bestrijden komt de Nederlandse regering met de Landbouw-Crisiswet.
- 6 -  In Berlijn wordt het Institut für Sexualwissenschaft van Magnus Hirschfeld door de nazi’s vernield en geplunderd.
- 7 - De nieuwe Amerikaanse president Franklin Delano Roosevelt kondigt een aantal maatregelen aan die de economie uit het slop moeten halen, de zogenaamde 'New Deal'. Eén ervan is dat de Verenigde Staten de goudstandaard verlaat, een andere maatregel omvat een uitgebreid pakket aan werkverschaffing.
- 10 - Anton de Kom wordt zonder vorm van proces op de boot terug naar Nederland gezet.
- 10 - In Berlijn worden massaal "ontaarde werken" van kritische schrijvers in het openbaar verbrand.
- 18 - De Amerikaanse president tekent de wet die de Tennessee Valley Authority opricht. De TVA moet in het stroomgebied van de Tennessee het land beschermen tegen overstromingen, goedkope stroom opwekken voor de landbouw en werk verschaffen aan werkloze arbeiders.

juni
- 6 - In Camden, New Jersey, opent op een parkeerterrein de eerste drive-in-bioscoop ter wereld.
- 9 - Op het Helderstadion in Berchem (Antwerpen) vindt het eerste Vlaamsch Nationaal Zangfeest plaats. De samenzang, begeleid met fanfares, wordt gedirigeerd door Jef Van Hoof.
- 12 - Om de wereldwijde economische crisis te bestrijden begint in Londen een internationale economische conferentie. Deze mislukt vooral door onenigheid over de goudstandaard: De overgebleven 'goudlanden' in Europa en het Verenigd Koninkrijk zijn voorstander van een vasthouden van en terugkeren naar de goudstandaard, de Verenigde Staten zijn fel tegen.
- 19 - De NSDAP in Oostenrijk wordt verboden. Tussen Duitsland en Oostenrijk ontstaan ernstige spanningen.
- 20 - In Siam draait koning Prajadiphok door middel van een staatsgreep de constitutionele hervormingen terug, en benoemt opperbevelhebber Phraya Phahol tot premier.
- 28 - Feestelijke opening in Oostende van het Palais des Thermes door koning Albert I en koningin Elisabeth.

juli
- 5 - In Duitsland heft de katholieke Zentrumspartei zich op onder zware druk en enkele toezeggingen van de nationaalsocialisten.
- 9 - Opening van de pier van Blankenberge, een wandelhoofd in de Noordzee van 350 meter lang.
- 20 - Het Concordaat tussen nazi-Duitsland en het Vaticaan wordt ondertekend door kardinaal Pacelli en vice-kanselier Franz von Papen.
- 22 - Bij het Schotse Loch Ness ziet een echtpaar een monster dat bij hun nadering snel in het water verdwijnt.
- juli - Een wet in Duitsland regelt de eventueel gedwongen sterilisatie van bepaalde ernstig zieken.

augustus
- 7 tot 11 - Het Iraakse leger richt een slachtpartij aan in elf Assyrische dorpen, waarbij naar schatting 3000 doden vallen. Assyriërs noemen dit de Genocide van Simele.
- 31 - Op Koninginnedag hijsen enige Duitse schepen in de haven van Amsterdam de hakenkruisvlag. Hierop leggen de Amsterdamse havenarbeiders spontaan het werk neer.

september
- 1 - De Eindhovense hockeyclub Oranje Zwart wordt opgericht.
- 7 - De Cubaanse president Carlos Manuel de Céspedes en zijn regering worden in een burgeroorlog tot aftreden gedwongen en een militaire junta neemt de macht in handen.
- 10 - In Antwerpen wordt de Waaslandtunnel onder de Schelde geopend.
- 11 - De burger Ramon Grau San Martin wordt president van Cuba, maar feitelijk sterke man is kolonel Fulgencio Batista.
- 19 - De Nederlandse regering kondigt een uniformverbod af om een einde te maken aan het in uniform paraderen van fascistische groeperingen.
- 22 - Rijksminister Joseph Goebbels richt de Reichskulturkammer op, waarvan elke kunstenaar lid moet zijn.

oktober
- 3 - Een aanslag op kanselier Engelbert Dollfuss van Oostenrijk mislukt.
- 10 De Volkenbond richt een orgaan op om zich met de Duits-joodse vluchtelingen bezig te houden.
- 29 - José Primo de Rivera richt de Falange Española op.
- oktober - De onderhandelingen op de Ontwapeningsconferentie verlopen moeizaam. Een van de belangrijkste geschilpunten is de Duitse wens tot 'bewapeningsgelijkheid': Duitsland wil hetzelfde recht op bewapening krijgen als andere landen. Frankrijk staat hier negatief tegenover, zeker als dit door bewapening van Duitsland, en niet door ontwapening van de andere landen zal gebeuren. De problemen om deze 'bewapeningsgelijkheid' te krijgen, brengen Duitsland ertoe om op 14 oktober uit de conferentie en de Volkenbond te stappen. Het internationale politieke klimaat staat ook niet naar ontwapening: landen als de Verenigde Staten, het Verenigd Koninkrijk en Japan maken plannen om hun marinevloot uit te breiden.

november
- 2 - Islamitische Oeigoeren in de Chinese provincie Xinjiang roepen de Eerste Oost-Turkestaanse Republiek uit.
- 5 - De Franse partij SFIO royeert de rechtervleugel van de partij wegens haar steun aan de "burgerlijke" regering van Édouard Herriot.
- 8 - Mohammed Nadir Sjah, de vooruitstrevende koning van Afghanistan, wordt door een student vermoord.
- 15 - De partij-ideoloog van de NSDAP, Alfred Rosenberg, is de eerste Nazileider om zijn kerk te verlaten.
- 16 - De Verenigde Staten erkennen de Sovjet-Unie en de beide landen knopen diplomatieke betrekkingen aan.
- 19 - Bij de eerste algemene verkiezingen in de Spaanse Republiek mogen voor het eerst ook vrouwen stemmen. Winnaar is de conservatieve CEDA van Gil Robles.

december
- 5 - De Drooglegging in de Verenigde Staten wordt beëindigd.
- 8 - Bernadette Soubirous wordt door paus Pius XI heilig verklaard.
- 16 - In Friesland wordt de voor de vijfde keer de Elfstedentocht verreden. De twee mannen Abe de Vries en Sipke Castelein komen tegelijk over de finish en worden beiden als winnaar aangewezen.
- 24 en 25 - Het kerstcongres van de Belgische Werklieden Partij keurt het Plan van de Arbeid goed, dat is geschreven door Hendrik de Man. Een van de onderdelen is de nationalisatie van de banken.
- 29 - De Eerste Kamer neemt een wetsvoorstel aan, waardoor de gemeenteraad van het Oost-Groningse Beerta, waar de communisten in de meerderheid zijn, wordt ontbonden. Ook de wethouders worden uit hun ambt gezet. Burgemeester J.H. Nannenga krijgt als regeringscommissaris alle macht in het dorp.
- 30 - Het dorp Pernis, met ruim 2500 inwoners,  wordt geannexeerd door Rotterdam.

zonder datum
- Ierland schrapt de Eed van Trouw aan de Britse Kroon.
- In de Chaco-oorlog tussen Paraguay en Bolivia wordt een wapenstilstand bereikt.
- In kasteel Rhijnauwen nabij Bunnik gaat de eerste Nederlandse jeugdherberg open.
- Het Japanse leger rukt verder op in China. Jehol wordt bij Mantsjoekwo gevoegd, en het Chinese leger wordt verdreven uit het gebied tot aan Peking.
- Ook elders heeft China problemen: Het 19e leger, onder leiding van Tsai Ting-kai, komt in opstand en verklaart de onafhankelijkheid voor de provincie Fukien.

Zie verder:
- Wetenschap in 1933

## Muziek
- 19 juni, eerste opvoering van A glorious day van Albert Roussel
- 3 oktober, eerste uitvoering van Red autumn van Arnold Bax
- 13 oktober - Gertrude Niessen neemt het lied Smoke gets in your eyes op.
- 14 oktober - eerste opvoering van Der Kreidekreis van Alexander von Zemlinsky
- 20 oktober - eerste uitvoering van Een Värmlandse rapsodie van Kurt Atterberg
- 21 oktober - eerste uitvoering van Saga fragment van Arnold Bax
- 31 oktober - Opname door het jazzorkest van Hal Kemp met zang van Deane Janis van de song Boulevard of broken dreams, die het volgend jaar door de film Moulin Rouge een hit zal worden.
- 18 november - De musical Roberta van Jerome Kern gaat in première.
- 25 november - eerste uitvoering van Concertino voor vijf violen en piano van Knudåge Riisager
- 26 november, eerste uitvoering van Gryning vid havet van Hugo Alfvén
- Louis Davids neemt het nummer Weet je nog wel oudje op.
- Ethel Waters heeft een million seller met Stormy weather.

## Bouwkunst

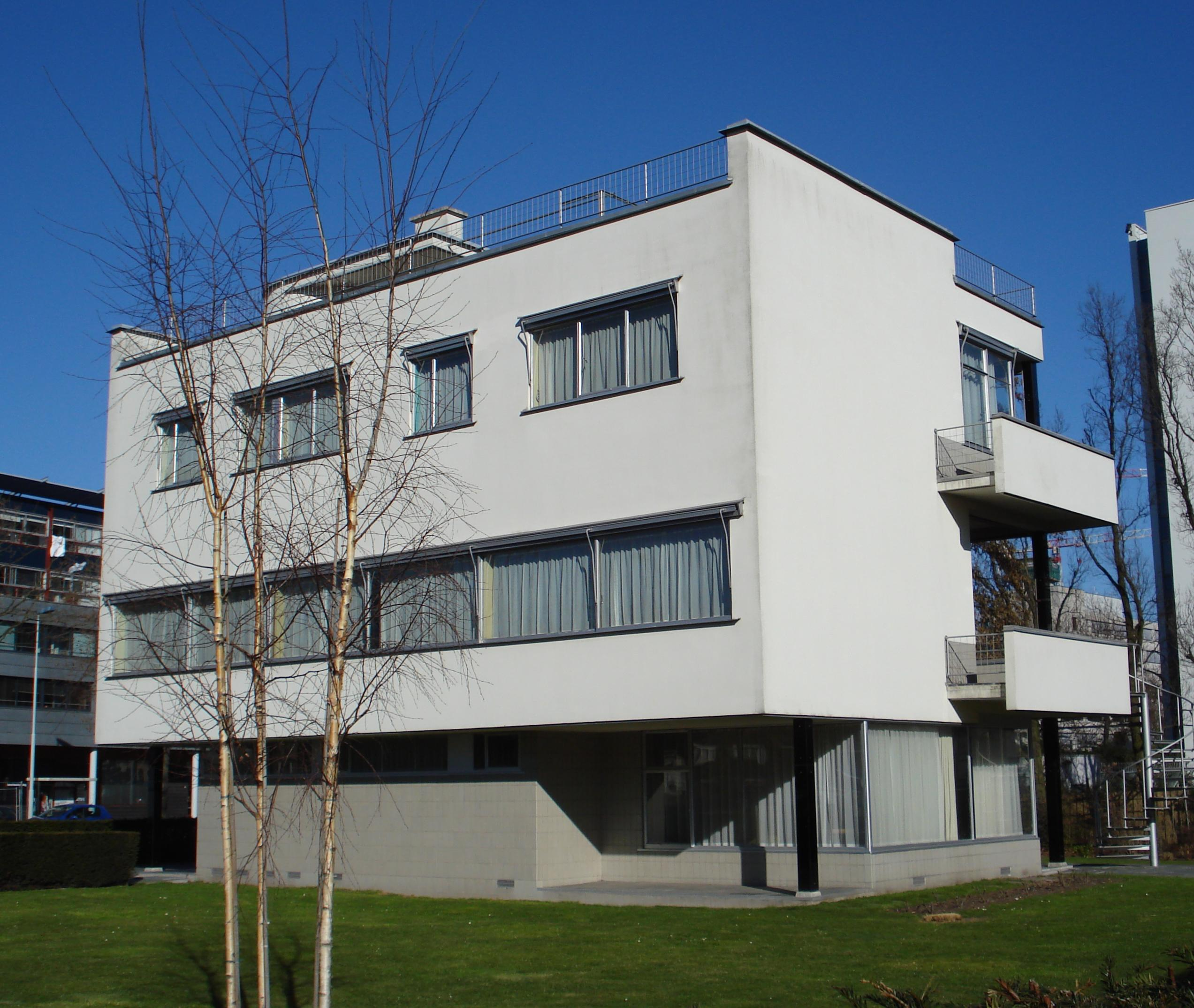
Huis Sonneveld (1933) Rotterdam Johannes Brinkman en Leendert van der Vlugt

## Geboren

### januari

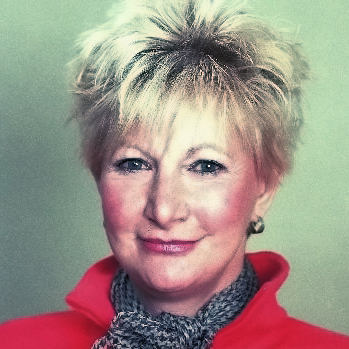
Adele Bloemendaal
geboren op 11 januari

- 1 - Joe Orton, Brits toneelschrijver (overleden 1967)
- 2 - Isao Suzuki, Japans jazzcontrabassist (overleden 2022)
- 3 - Cor Kalfsbeek, Nederlands architect
- 4 - Fernand Handtpoorter, Belgisch dichter en (toneel)schrijver (overleden 2007)
- 4 - Ilia II, Georgisch geestelijke; leider van de Georgisch-orthodoxe Kerk
- 6 - Capucine, Frans actrice en model (overleden 1990)
- 6 - Leszek Drogosz, Pools bokser en acteur (overleden 2012)
- 6 - Justo Tejada, Spaans voetballer (overleden 2021)
- 7 - Heinz Aldinger, Duits voetbalscheidsrechter (overleden 2024)
- 7 - Crispin Beltran, Filipijns politicus en vakbondsleider (overleden 2008)
- 7 - Paul Van den Berghe, Belgisch bisschop
- 9 - Sonia Garmers, Curaçaos schrijfster (overleden 2025)
- 10 - Emmy Leemans, Belgisch actrice
- 11 - Adèle Bloemendaal, Nederlands cabaretière, actrice en zangeres (overleden 2017)
- 11 - Bruno Spaggiari, Italiaans motorcoureur
- 12 - Kamal Ganzouri, Egyptisch politicus en tweevoudig premier (overleden 2021)
- 16 - Susan Sontag, Amerikaans schrijfster en politiek activiste (overleden 2004)
- 17 - Dalida, Egyptisch-Frans zangeres en actrice (overleden 1987)
- 18 - Ray Dolby, Amerikaans ingenieur en uitvinder (overleden 2013)
- 20 - Don Thompson, Brits atleet (overleden 2006)
- 22 - Joeri Tsjesnokov, Russisch volleyballer (overleden 2010)
- 24 - Erich Linemayr, Oostenrijks voetbalscheidsrechter (overleden 2016)
- 24 - Riet van de Louw-van Boxtel, Nederlands beeldhouwster (overleden 2015)
- 25 - Corazon Aquino, president van de Filipijnen (overleden 2009)
- 26 - Ercole Baldini, Italiaans wielrenner (overleden 2022)
- 26 - Javier Lozano Barragán, Mexicaans kardinaal (overleden 2022)
- 27 - Tony Bosković, Australisch voetbalscheidsrechter (overleden 2022)
- 28 - António Cardoso e Cunha, Portugees (euro)politicus (overleden 2021)
- 29 - Ladislav Demeterffy, Kroatisch zanger (overleden 2010)
- 29 - Sacha Distel, Frans zanger, jazzgitarist en componist (overleden 2004)
- 31 - Joseph Early, Amerikaans politicus (overleden 2012)

### februari
- 3 - Rein Dool, Nederlands beeldend kunstenaar
- 6 - Jon Bluming, Nederlands vechtsporter (overleden 2018)
- 6 - Ger Smit, Nederlands (stem)acteur (overleden 2012)
- 8 - Elly Ameling, Nederlands sopraan
- 8 - Josef Taus, Oostenrijks politicus (overleden 2024)
- 10 - Piet van der Kuil, Nederlands voetballer
- 12 - Costa-Gavras, Frans-Grieks regisseur
- 12 - Vladimír Suchánek, Tsjechisch grafisch kunstenaar (overleden 2021)
- 13 - Paul Biya, Kameroens president
- 13 - Kim Novak, Amerikaans actrice
- 13 - Craig Thomas, Amerikaans landbouwkundige en politicus (overleden 2007)
- 16 - Jan van Hemert, Nederlands decorontwerper (overleden 2022)
- 17 - Spike Heatley, Brits jazzbassist (overleden 2021)
- 18 - Yoko Ono, Japans-Amerikaans kunstenares; weduwe van Beatle-muzikant John Lennon
- 18 - Bobby Robson, Engels voetballer en voetbaltrainer (overleden 2009)
- 19 - Guy Delhasse, Belgisch voetballer (overleden 2025)
- 20 - Humberto Maschio, Argentijns voetballer en voetbaltrainer (overleden 2024)
- 20 - Jan Timmer, Nederlands zakenman en bestuurder (Philips)
- 21 - Keith Johnstone, Brits acteur en toneelregisseur (overleden 2023)
- 21 - Bob Rafelson, Amerikaans filmregisseur (overleden 2022)
- 21 - Nina Simone, Amerikaans zangeres (overleden 2003)
- 22 - Alfred Comvalius, Surinaams militair en musicus (overleden 1980)
- 23 - Lee Calhoun, Amerikaans atleet (overleden 1989)
- 24 - Leon Vandaele, Belgisch wielrenner (overleden 2000)
- 25 - R.L. Jankie, Surinaams politicus (overleden 1988)
- 28 - Ansje van Brandenberg, Nederlands actrice, cabaretière en presentatrice

### maart
- 3 - Ton van den Hurk, Nederlands voetballer (overleden 2021)
- 3 - Lee Radziwill, Amerikaans beroemdheid, zus van Jacqueline Kennedy/Onassis (overleden 2019)
- 5 - Walter Kasper, Duits kardinaal
- 11 - Walter Brueggemann, Amerikaans theoloog (overleden 2025)
- 11 - Alfonso Buonocore, Italiaans waterpolospeler en zwemmer (overleden 2023)
- 11 - Sandra Milo, Italiaans actrice (overleden 2024)
- 11 - Peter Pit, Nederlands goochelaar (overleden 1999)
- 12 - Niède Guidon, Braziliaans archeologe (overleden 2025)
- 13 - Mike Stoller, Amerikaans songwriter
- 14 - Margrith Bigler-Eggenberger, Zwitsers advocate en rechter (overleden 2022)
- 14 - Michael Caine, Brits acteur
- 14 - René Felber, Zwitsers politicus (overleden 2020)
- 14 - Quincy Jones, Amerikaans muziekproducer (overleden 2024)
- 14 - Hans Veerman, Nederlands acteur (overleden 2014)
- 15 - Ruth Bader Ginsburg, Amerikaans juriste; rechter bij het Hooggerechtshof (overleden 2020)
- 15 - Wim Scherpenhuijsen Rom, Nederlands militair en bankier (overleden 2020)
- 16 - Teresa Berganza, Spaans mezzosopraan (overleden 2022)
- 16 - Jos Chabert, Belgisch politicus (overleden 2014)
- 16 - Dick Passchier, Nederlands presentator (overleden 2017)
- 17 - Piet Ouderland, Nederlands voetballer en basketballer (overleden 2017)
- 18 - Severino Poletto, Italiaans kardinaal (overleden 2022)
- 19 - Philip Roth, Amerikaans schrijver (overleden 2018)
- 19 - Renée Taylor, Amerikaans actrice
- 20 - Otar Tsjiladze, Georgisch schrijver, dichter en dramaturg (overleden 2009)
- 20 - Azeglio Vicini, Italiaans voetballer en voetbalcoach (overleden 2018)
- 21 - Daniël Allewaert, Belgisch atleet
- 21 - Arie van den Beukel, Nederlands natuurkundige en hoogleraar
- 21 - Michael Heseltine, Brits conservatief politicus
- 21 - Elie Van Thournout, Belgisch atleet
- 21 - Fons van Wissen, Nederlands voetballer (overleden 2015)
- 22 - Theo Bakkers, Nederlands politicus (overleden 2024)
- 22 - Michel Hidalgo, Frans voetballer en voetbalcoach (overleden 2020)
- 23 - Hayes Alan Jenkins, Amerikaans kunstschaatser
- 23 - Rim Sartori, Nederlands schrijfster en dichteres (overleden 2025)
- 23 - John Taylor, Brits autocoureur (overleden 1966)
- 23 - Philip Zimbardo, Amerikaans sociaal psycholoog en onderzoeker (overleden 2024)
- 25 - Josy Simon, Luxemburgs atleet en parlementslid
- 26 - Renato Pirocchi, Italiaans autocoureur (overleden 2002)
- 27 - Hazel Henderson, Brits schrijfster (overleden 2022)
- 28 - Frank Murkowski, Amerikaans republikeins politicus
- 28 - Juan Sandoval Íñiguez, Mexicaans kardinaal-aartsbisschop van Guadalajara
- 28 - Arend van der Wel, Nederlands voetballer (overleden 2013)
- 30 - Ageeth Scherphuis, Nederlands journaliste en programmamaakster (overleden 2012)
- 31 - Anita Carter, Amerikaans countryzangers (overleden 1999)
- 31 - Boris Tatoesjin, Sovjet voetballer en trainer (overleden 1998)

### april
- 1 - Leo Canjels, Nederlands voetballer en voetbaltrainer (overleden 2010)
- 1 - Claude Cohen-Tannoudji, Frans/Algerijns natuurkundige en Nobelprijswinnaar
- 1 - Fay Coyle, Noord-Iers voetballer (overleden 2007)
- 2 - György Konrád, Hongaars schrijver (overleden 2019)
- 3 - Nel Garritsen, Nederlands zwemster (overleden 2014)
- 4 - Frits Bolkestein, Nederlands politicus (overleden 2025)
- 5 - Bonno Thoden van Velzen, Nederlands antropoloog en surinamist (overleden 2020)
- 7 - Wayne Rogers, Amerikaans acteur (overleden 2015)
- 8 - Bob Garretson, Amerikaans autocoureur (overleden 2025)
- 9 - Jean-Paul Belmondo, Frans acteur (overleden 2021)
- 9 - Franco Marini, Italiaans vakbondsbestuurder en politicus (overleden 2021)
- 9 - Marcel Meuter, Belgisch volksvertegenwoordiger (overleden 1998)
- 10 - Willem Balke, Nederlands predikant en theoloog (overleden 2021)
- 12 - Montserrat Caballé, Spaans operazangeres (overleden 2018)
- 14 - Paddy Hopkirk, Brits rallyrijder (overleden 2022)
- 14 - Marcel Moreau, Belgisch Franstalig schrijver (overleden 2020)
- 14 - Diane Rowe, Engels-Duits tafeltennisspeelster (overleden 2023)
- 15 - Johnny Carson, Amerikaans muziekpromotor (overleden 2010)
- 15 - David Hamilton, Brits-Frans fotograaf en filmer (overleden 2016)
- 15 - Michel Kruin, Surinaams voetballer (overleden 2023)
- 15 - Charles Sowa, Luxemburgs atleet (overleden 2013)
- 16 - Marcos Alonso Imaz, Spaans voetballer (overleden 2012)
- 16 - Vera Krepkina, Sovjet-Russisch-Oekraïens atlete (overleden 2023)
- 17 - Berting Labra, Filipijns acteur (overleden 2009)
- 19 - Jayne Mansfield, Amerikaans actrice en sekssymbool (overleden 1967)
- 21 - Easley Blackwood, Amerikaans componist, musicoloog en pianist (overleden 2023)
- 23 - Valentin Boeboekin, Sovjet-Russisch voetballer en trainer (overleden 2008)
- 24 - Billy Garrett, Amerikaans autocoureur (overleden 1999)
- 25 - Jerry Leiber, Amerikaans songwriter (overleden 2011)
- 26 - Carol Burnett, Amerikaans actrice
- 26 - Ilkka Kuusisto, Fins componist (overleden 2025)
- 26 - Arno Allan Penzias, Amerikaans natuurkundige en Nobelprijswinnaar (overleden 2024)
- 27 - Bob Bondurant, Amerikaans Formule 1-coureur (overleden 2021)
- 28 - Peter Lohr, Nederlands cabaretier en theaterdirecteur (overleden 1983)
- 29 - Mark Eyskens, Belgisch econoom en politicus
- 29 - Rod McKuen, Amerikaans zanger (overleden 2015)
- 29 - Willie Nelson, Amerikaans muzikant, zanger en liedjesschrijver

### mei
- 2 - Joseph Kinsch, Luxemburgs ondernemer (overleden 2022)
- 3 - James Brown, Amerikaans zanger (overleden 2006)
- 3 - Alex Cord, Amerikaans acteur (overleden 2021)
- 6 - Jan Scholtens, Nederlands journalist, radio- en televisiemaker en presentator (overleden 2016)
- 10 - Aurelio Campa, Spaans voetballer (overleden 2020)
- 10 - Sjeng Kremers, Nederlands politicus; Commissaris van de Koningin in Limburg 1977-1990
- 13 - Jan Sonneveld, Nederlands landbouwkundige en politicus (overleden 2022)
- 17 - Thérèse Steinmetz, Nederlands zangeres, actrice en kunstschilderes
- 17 - Frank Wanlass, Amerikaans elektrotechnicus (overleden 2010)
- 18 - Frans Debrabandere, Belgisch filoloog
- 21 - Maurice André, Frans trompettist (overleden 2012)
- 21 - Aleksandr Berkoetov, Russisch roeier (overleden 2012)
- 21 - Toivo Salonen, Fins langebaanschaatser (overleden 2019)
- 22 - Abolhassan Bani Sadr, Iraans politicus; president 1980-1981 (overleden 2021)
- 23 - Gerrit Braks, Nederlands politicus en bestuurder (overleden 2017)
- 23 - Joan Collins, Amerikaans actrice
- 23 - Jan Steeman, Nederlands striptekenaar (overleden 2018)
- 25 - Daan de Groot, Nederlands wielrenner (overleden 1982)
- 25 - Romuald Klim, Wit-Russisch kogelslingeraar (overleden 2011)
- 26 - Rudi Falkenhagen, Nederlands acteur (overleden 2005)
- 27 - Hanneke Mols-van Gool, Nederlands beeldhouwer en medailleur (overleden 2020)
- 27 - Kees Nieuwenhuijzen, Nederlands grafisch ontwerper (overleden 2017)
- 28 - Thomas Price, Amerikaans roeier
- 28 - Zelda Rubinstein, Amerikaans actrice (overleden 2010)
- 28 - Bob Wente, Amerikaans autocoureur (overleden 2000)
- 29 - Sietz Leeflang, Nederlands journalist en milieuactivist (overleden 2017)
- 29 - Tarquinio Provini, Italiaans motorcoureur (overleden 2005)
- 30 - Sylvia de Leur, Nederlands actrice en cabaretière (overleden 2006)

### juni

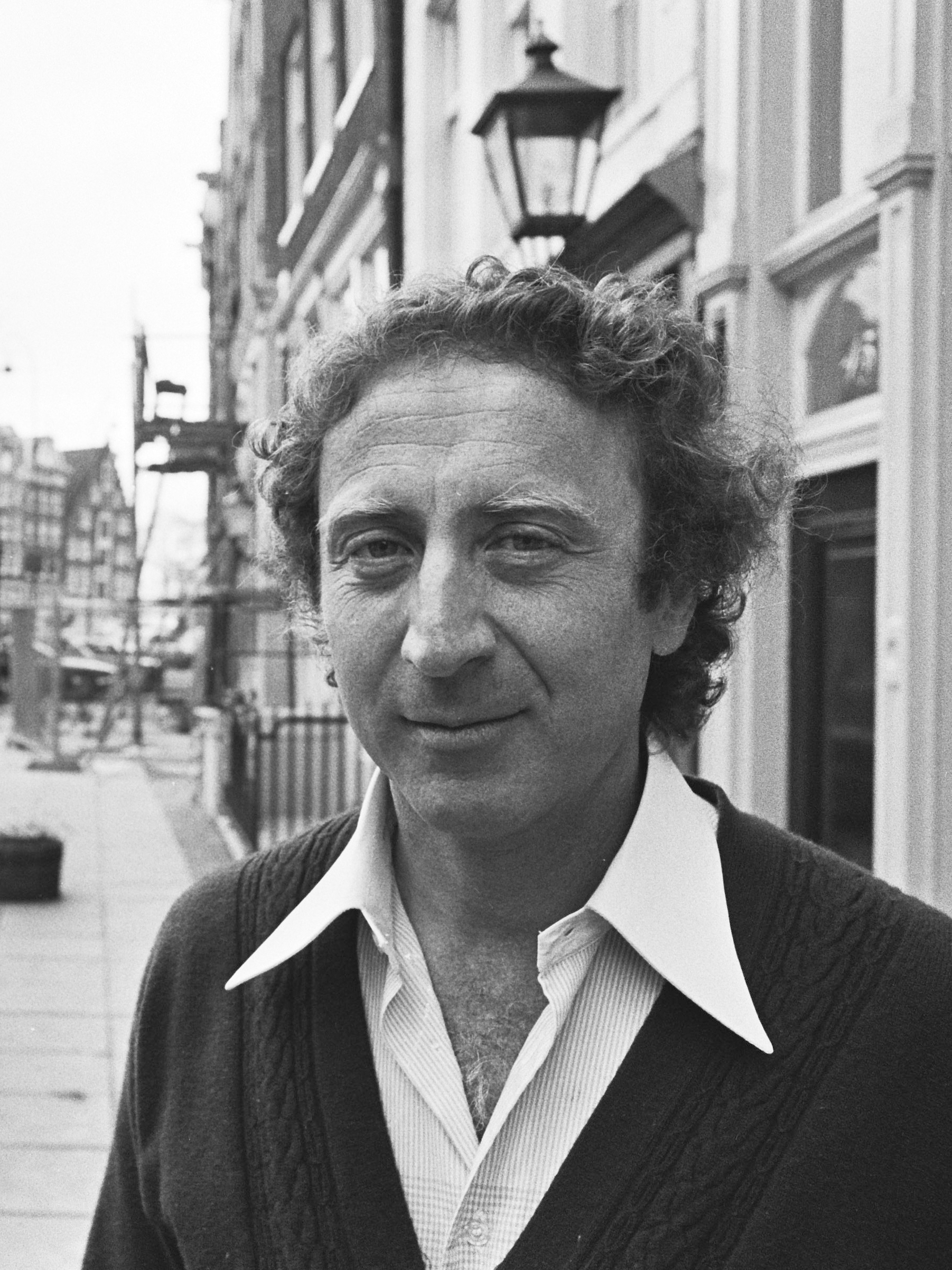
Gene Wilder
geboren op 11 juni

- 1 - Ronny Rens, Surinaams journalist (overleden 2009)
- 1 - Georges Salmon, Belgisch atleet (overleden 2023)
- 1 - Charlie Wilson, Amerikaans politicus (overleden 2010)
- 4 - Godfried Danneels, Belgisch kardinaal en aartsbisschop (overleden 2019)
- 5 - Hein Cujé, Nederlands atleet (overleden 2011)
- 6 - Maurinho, Braziliaans voetballer (overleden 1995)
- 6 - Heinrich Rohrer, Zwitsers natuurkundige en Nobelprijswinnaar (overleden 2013)
- 7 - Henk Koning, Nederlands politicus (overleden 2016)
- 8 - Jan Kruis, Nederlands striptekenaar (overleden 2017)
- 11 - Nils Lindberg, Zweeds pianist en componist (overleden 2022)
- 11 - Liny van Oyen, Nederlands televisiepresentatrice (overleden 2024)
- 11 - Gene Wilder, Amerikaans acteur (overleden 2016)
- 12 - Ivar Nilsson, Zweeds langebaanschaatser (overleden 2019)
- 14 - Jerzy Kosinski, Joods-Pools-Amerikaans schrijver (overleden 1991)
- 15 - Sergio Endrigo, Kroatisch-Italiaans zanger en liedjesschrijver (overleden 2005)
- 15 - Thomas Lenk, Duits beeldhouwer (overleden 2014)
- 15 - Fouad Mebazaa, Tunesisch politicus (overleden 2025)
- 15 - Paul Wolfisberg, Zwitsers voetballer en voetbalcoach (overleden 2020)
- 18 - Annie Servais-Thysen, Belgisch politica (overleden 2022)
- 18 - Jean Wicki, Zwitsers bobsleeër (overleden 2023)
- 20 - Jean Boiteux, Frans zwemmer (overleden 2010)
- 20 - Pierre Klees, Belgisch ondernemer (overleden 2022)
- 20 - Ben Peters, Amerikaans componist van countrymuziek (overleden 2005)
- 22 - Gerrit Brokx, Nederlands CDA-politicus (overleden 2002)
- 22 - Dianne Feinstein, Amerikaans Democratisch politica (overleden 2023)
- 24 - Sam Jones, Amerikaans basketballer (overleden 2021)
- 26 - Claudio Abbado, Italiaans dirigent (overleden 2014)
- 27 - Dore Smit, Nederlands tv-omroepster en actrice (overleden 2021)
- 29 - Donald de Marcas, Nederlands hoorspelacteur en nieuwslezer (overleden 2023)
- 30 - Lea Massari, Italiaans actrice (overleden 2025)

### juli
- 2 - Ulli Jessurun d'Oliveira, Nederlands jurist en letterkundige
- 3 - Max von Baden, Duits ondernemer en hertog (overleden 2022)
- 3 - Romeiro, Braziliaans voetballer (overleden 2008)
- 3 - Lidy Stoppelman, Nederlands kunstschaatsster
- 6 - Pieter Kooijmans, Nederlands diplomaat en politicus (overleden 2013)
- 6 - Marcel Marnat, Frans musicoloog, journalist en radioproducent (overleden 2024)
- 6 - Skip Voogd, Nederlands radio-dj en muziekjournalist (overleden 2021)
- 7 - Toon Brusselers, Nederlands voetballer (overleden 2005)
- 7 - Murray Halberg, Nieuw-Zeelands atleet (overleden 2022)
- 7 - David McCullough, Amerikaans schrijver en historicus (overleden 2022)
- 9 - Oliver Sacks, Brits neuroloog (overleden 2015)
- 10 - Yang Chuan-kwang, Taiwanees atleet (overleden 2007)
- 12 - Anneke Goudsmit, Nederlands politica
- 12 - Eddy Wauters, Belgisch voetballer en voetbalbestuurder (overleden 2025)
- 13 - Porfirio Muñoz Ledo, Mexicaans politicus (overleden 2023)
- 15 - Julian Bream, Brits gitarist en luitspeler (overleden 2020)
- 17 - Carmelo Mifsud Bonnici, Maltees politicus; premier 1984-1987 (overleden 2022)
- 18 - Aad Nuis, Nederlands politicus en letterkundige (overleden 2007)
- 18 - František Tikal, Tsjechisch ijshockeyer (overleden 2008)
- 19 - Piet Boukema, Nederlands rechtsgeleerde, rechter en politicus (overleden 2007)
- 19 - Raymond Mertens, Belgisch voetballer en voetbalcoach (overleden 2023)
- 20 - Cormac McCarthy, Amerikaans schrijver (overleden 2023)
- 20 - Deryck Ferrier, Surinaams landbouwkundige en socioloog (overleden 2022)
- 21 - Herman Timme, Nederlands atleet (overleden 2022)
- 24 - John Aniston, Grieks-Amerikaans acteur (overleden 2022)
- 25 - Georgi Atanasov, Bulgaars politicus; premier 1986-1990 (overleden 2022)
- 26 - Edmund Phelps, Amerikaans econoom, winnaar van de Nobelprijs voor economie in 2006
- 27 - Herman Adhin, Surinaams bestuurder en politicus (overleden 1992)
- 28 - John Leefmans, Nederlands diplomaat, literatuurcriticus en dichter (overleden 2012)
- 29 - Colin Davis, Brits autocoureur (overleden 2012)
- 30 - Gerda Kraan, Nederlands atlete
- 30 - Paul de Senneville, Frans componist en muziekproducent (overleden 2023)
- 31 - Cees Nooteboom, Nederlands dichter en schrijver

### augustus

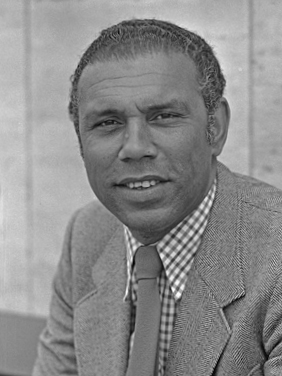
Hugo Walker
geboren op 3 augustus

- 1 - Dom DeLuise, Amerikaans komiek (overleden 2009)
- 1 - Antonio Negri, Italiaans politicoloog en filosoof
- 1 - Erwin Nypels, Nederlands politicus (overleden 2024)
- 1 - Frans Pointl, Nederlands schrijver (overleden 2015)
- 2 - André Ballieux, Belgisch atleet
- 2 - Frits Goldschmeding, Nederlands ondernemer (overleden 2024)
- 3 - Hugo Walker, Nederlands sportverslaggever (overleden 2015)
- 4 - Sheldon Adelson, Amerikaans ondernemer (overleden 2021)
- 4 - Rudi van Dantzig, Nederlands choreograaf (overleden 2012)
- 4 - Thé Tjong-Khing, Nederlands striptekenaar
- 5 - Luigi Ferrari Bravo, Italiaans hoogleraar en rechter (overleden 2016)
- 6 - Frans van Dusschoten, Nederlands conferencier, imitator en stemacteur (overleden 2005)
- 6 - Josef Kolmaš, Tsjechisch sinoloog en tibetoloog (overleden 2021)
- 7 - Max de Bok, Nederlands journalist (overleden 2016)
- 7 - Elinor Ostrom, Amerikaans wetenschapper (overleden 2012)
- 7 - Jerry Pournelle, Amerikaans scienefictionschrijver (overleden 2017)
- 7 - Alberto Romulo, Filipijns politicus
- 9 - Dorothy Iannone, Amerikaans beeldend kunstenares (overleden 2022)
- 9 - André van der Louw, Nederlands politicus en bestuurder (overleden 2005)
- 10 - Doyle Brunson, Amerikaans pokerspeler (overleden 2023)
- 10 - Bill Nieder, Amerikaans atleet (overleden 2022)
- 11 - Jerry Falwell, Amerikaans (televisie)predikant en christelijk schrijver (overleden 2007)
- 11 - Ellen Winther, Deens zangeres en actrice (overleden 2011)
- 12 - Anita Gradin, Zweeds journaliste, diplomate en politica (overleden 2022)
- 12 - Floris Maljers, Nederlands bestuurder (overleden 2022)
- 12 - Gurdev Singh, Indiaas hockeyer (overleden 2024)
- 13 - Fred Erdman, Belgisch advocaat en politicus (overleden 2021)
- 14 - Richard R. Ernst, Zwitsers chemicus en Nobelprijswinnaar (overleden 2021)
- 15 - Leo Beyers, Belgisch acteur (overleden 2012)
- 15 - Stanley Milgram, Amerikaans psycholoog (overleden 1984)
- 16 - Judith Love Cohen, Amerikaanse ingenieur en moeder van Jack Black (overleden 2016)
- 16 - Henri Mouton, Belgisch politicus (overleden 2021)
- 17 - Tom Courtney, Amerikaans atleet (overleden 2023)
- 18 - Just Fontaine, Frans voetballer (overleden 2023)
- 18 - Roman Polański, Pools-Frans acteur en regisseur
- 18 - Tony Sandler, Belgisch-Amerikaans zanger
- 19 - Gerard de Vries, Nederlands zanger en diskjockey (overleden 2015)
- 20 - George Mitchell, Amerikaans politicus en diplomaat
- 21 - Janet Baker, Engels mezzosopraan
- 21 - Zbigniew Bujarski, Pools componist en muziekdocent (overleden 2018)
- 23 - Robert Curl, Amerikaans scheikundige en Nobelprijswinnaar (overleden 2022)
- 25 - Wayne Shorter, Amerikaans jazzsaxofonist en -componist (overleden 2023)
- 25 - Tom Skerritt, Amerikaans acteur
- 27 - Kerstin Ekman, Zweeds schrijfster
- 27 - Nancy Friday, Amerikaans schrijfster (overleden 2017)
- 27 - Joke Smit, Nederlands feministe en publiciste (overleden 1981)
- 29 - Jehan Sadat, Egyptisch presidentsvrouw en mensenrechtenactiviste (overleden 2021)
- 29 - Ramses Shaffy, Nederlands zanger en acteur (overleden 2009)
- 30 - Luis Bacalov, Argentijns-Italiaans componist (overleden 2017)
- 30 - Don Getty, Canadees politicus (overleden 2016)
- 30 - Arne Mellnäs, Zweeds componist en dirigent (overleden 2002)
- 30 - Oswaldo Riberto, Braziliaans voetballer (overleden 1993)

### september
- 1 - Conway Twitty, Amerikaans zanger (overleden 1993)
- 2 - Mathieu Kérékou, president van Benin (overleden 2015)
- 2 - Nienke Sikkema, Nederlands actrice
- 3 - Tompall Glaser, Amerikaans countryzanger en songwriter (overleden 2013)
- 4 - Bill Moss, Brits autocoureur (overleden 2010)
- 6 - Axel Leijonhufvud, Zweeds econoom (overleden 2022)
- 7 - Ela Bhatt, Indiaas vakbondsleider, filantroop en sociaal activiste (overleden 2022)
- 7 - Anton Haakman, Nederlands schrijver, cineast en filmcriticus (overleden 2020)
- 8 - Donald Triplett, Amerikaanse man die bekend staat als de eerste persoon die de diagnose autisme kreeg (overleden 2023)
- 8 - Marian Wieckowski, Pools wielrenner (overleden 2020)
- 10 - Karl Lagerfeld, Duits modeontwerper, kunstenaar en fotograaf (overleden 2019)
- 13 - Hugo Danckaert, Belgisch acteur (overleden 2025)
- 14 - Hans Faverey, Nederlands dichter (overleden 1990)
- 15 - Henry Darrow, Amerikaans acteur (overleden 2021)
- 15 - Paulinho, Braziliaans voetballer (overleden 2013)
- 15 - Quarentinha, Braziliaans voetballer (overleden 1996)
- 16 - Steve Shirley, Brits pionier in de informatietechnologie, zakenvrouw en filantroop (overleden 2025)
- 17 - Chuck Grassley, Amerikaans Republikeins politicus
- 18 - Robert Blake, Amerikaans acteur (overleden 2023)
- 18 - Fred Willard, Amerikaans acteur en komiek (overleden 2020)
- 19 - Ingrid Jonker, Zuid-Afrikaans dichteres en schrijfster (overleden 1965)
- 19 - David McCallum, Brits acteur (overleden 2023)
- 21 - Anatoli Kroetikov, Sovjet-Russisch voetballer en trainer (overleden 2019)
- 21 - Lona Rietschel, Duitse striptekenaar (overleden 2017)
- 22 - Leonardo Balada, Catalaans-Amerikaans componist
- 22 - Carmelo Simeone, Argentijns voetballer (overleden 2014)
- 25 - Polo de Haas, Nederlands concertpianist (overleden 2022)
- 27 - C.K. Nagesh, Indiaas Kollywoodacteur (overleden 2009)
- 28 - Paul Coppejans, Belgisch atleet (overleden 2018)
- 30 - Cissy Houston, Amerikaans zangeres; moeder van Whitney Houston (overleden 2024)
- 30 - Ilja Kabakov, Russisch-Amerikaans beeldend kunstenaar (overleden 2023)
- 30 - Thomas Rap, Nederlands uitgever (overleden 1999)

### oktober
- 2 - André Foucher, Frans wielrenner (overleden 2025)
- 2 - Carel ter Linden, Nederlands predikant
- 2 - Michel Van Aerde, Belgisch wielrenner (overleden 2020)
- 3 - Neale Fraser, Australisch tennisspeler (overleden 2024)
- 5 - Diane Cilento, Australisch actrice (overleden 2011)
- 8 - Michaël Ghijs, Belgisch pastoor, leerkracht en dirigent (overleden 2008)
- 8 - Kurt Linder, Duits voetballer en voetbaltrainer (overleden 2022)
- 8 - Judicus Verstegen, Nederlands scheikundige en schrijver (overleden 2015)
- 9 - Peter Mansfield, Brits natuurkundige (overleden 2017)
- 10 - Gloria Coates, Amerikaans-Duits componiste (overleden 2023)
- 12 - Titus Buberník, Slowaaks voetballer (overleden 2022)
- 13 - Cees Douma, Nederlands architect (overleden 2023)
- 13 - Toon Meerman, Nederlands voetballer (overleden 2023)
- 16 - Jacques Septon, Belgisch atleet (overleden 2019)
- 17 - William Anders, Amerikaans ruimtevaarder (overleden 2024)
- 17 - Maya Bouma, Nederlands actrice (overleden 1998)
- 18 - Piet Buijnsters, Nederlands hoogleraar en boekhistoricus (overleden 2022)
- 18 - Ludovico Scarfiotti, Italiaans autocoureur (overleden 1968)
- 19 - Geraldo Majella Agnelo, Braziliaans kardinaal (overleden 2023)
- 19 - Lex Mulder, Nederlands geoloog en dammer (overleden 2022)
- 21 - Francisco "Paco" Gento, Spaans voetballer (overleden 2022)
- 26 - Rolf Gohs, Ests-Zweeds striptekenaar en illustrator (overleden 2020)
- 27 - Valentin Borejko, Sovjet roeier (overleden 2012)
- 28 - Garrincha, Braziliaans voetballer (overleden 1983)
- 30 - Johanna von Koczian, Duits actrice (overleden 2024)

### november

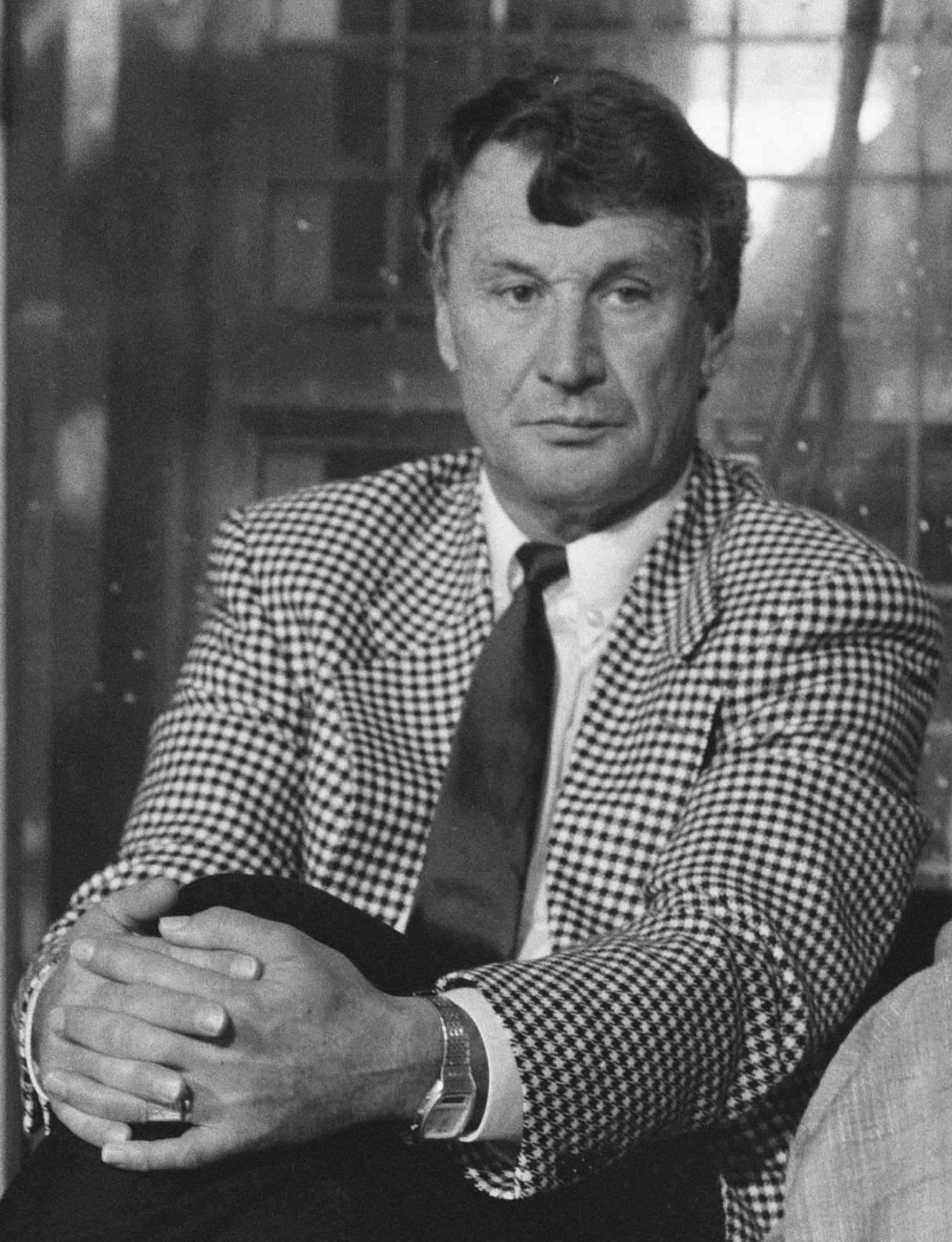
Spitz Kohn
geboren op 1 november

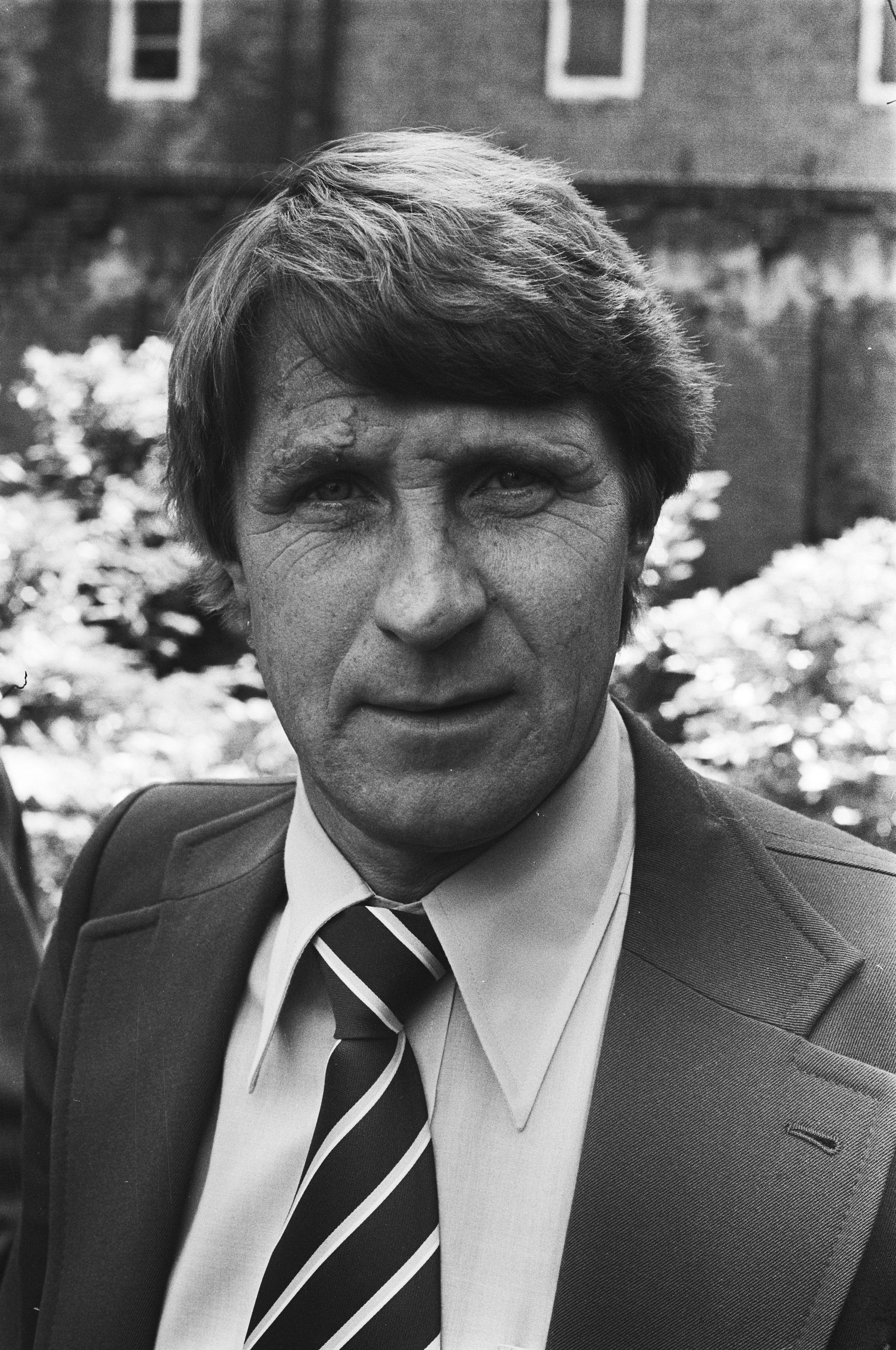
Peter Post
geboren op 12 november

- 1 - Spitz Kohn, Luxemburgs voetballer en voetbaltrainer (overleden 2012)
- 1 - Huub Oosterhuis, Nederlands dichter, theoloog en liturgiehervormer (overleden 2023)
- 3 - John Barry, Brits componist (overleden 2011)
- 3 - Amartya Sen, Indiaas econoom
- 4 - Charles Kao, Chinees wetenschapper en Nobellaureaat (overleden 2018)
- 4 - Mildred McDaniel, Amerikaans atlete (overleden 2004)
- 4 - Chukwuemeka Odumegwu Ojukwu, Nigeriaans politicus (overleden 2011)
- 9 - Egil Danielsen, Noors atleet (overleden 2019)
- 10 - Urbain Braems, Belgisch voetballer en voetbaltrainer (overleden 2021)
- 10 - Ronald Evans, Amerikaans astronaut (overleden 1990)
- 10 - Rudy Goossen, Surinaams politicus
- 12 - Borislav Ivkov, Servisch schaakgrootmeester (overleden 2022)
- 12 - Peter Post, Nederlands wielrenner en ploegleider (overleden 2011)
- 17 - Benito Juarez, Braziliaans dirigent (overleden 2020)
- 18 - Mireille Cottenjé, Belgisch schrijfster en verpleegster (overleden 2006)
- 19 - Larry King, Amerikaans televisiepresentator bij CNN (overleden 2021)
- 19 - Tin Moe, Myanmarees dichter (overleden 2007)
- 19 - Nicolae Rainea, Roemeens voetbalscheidsrechter (overleden 2015)
- 19 - Cyrill Ramkisor, Surinaams minister en ambassadeur (overleden 2025)
- 23 - Ferry Hoogendijk, Nederlands journalist en politicus (overleden 2014)
- 23 - Krzysztof Penderecki, Pools componist en dirigent (overleden 2020)
- 24 - Felix Thijssen, Nederlands (scenario)schrijver (overleden 2022)
- 25 - Kathryn Grant (Kathryn Crosby), Amerikaans actrice (overleden 2024)
- 26 - Marianne Hilarides, Nederlands ballerina (overleden 2015)
- 29 - John Mayall, Brits muzikant, vader van de Britse blues (overleden 2024)

### december
- 1 - Pietro Brollo, Italiaans aartsbisschop (overleden 2019)
- 1 - Loek den Edel, Nederlands voetballer (overleden 2022)
- 1 - Vladimir Melanin, Russisch biatleet (overleden 1994)
- 1 - Lou Rawls, Amerikaans jazz-, blues- en gospelzanger (overleden 2006)
- 1 - James Wolfensohn, Amerikaans topbankier (overleden 2020)
- 3 - Nicolas Coster, Brits-Amerikaans acteur (overleden 2023)
- 3 - Paul Crutzen, Nederlands meteoroloog en Nobelprijswinnaar (overleden 2021)
- 4 - Horst Buchholz, Duits acteur (overleden 2003)
- 5 - Bernard van Beurden, Nederlands componist en muziekpedagoog (overleden 2016)
- 5 - Wouter Buikhuisen, Nederlands criminoloog (overleden 2025)
- 5 - Adolph Caesar, Amerikaans acteur (overleden 1986)
- 9 - Milt Campbell, Amerikaans tienkamper (overleden 2012)
- 9 - Irma Serrano, Mexicaans zangeres, actrice en politica (overleden 2023)
- 9 - Marie-Louise Wirix, Belgisch atlete
- 10 - Mako Iwamatsu, Japans-Amerikaans acteur (overleden 2006)
- 11 - Ernst van Altena, Nederlands dichter, schrijver en vertaler (overleden 1999)
- 16 - Gloria Romero, Filipijns actrice (overleden 2025)
- 16 - Jo Toennaer, Nederlands voetballer (overleden 2024)
- 16 - Willem Zuidwijk, Nederlands burgemeester (overleden 2021)
- 17 - John Ore, Amerikaans jazzbassist (overleden 2014)
- 17 - Paul Snoek, Belgisch dichter (overleden 1981)
- 18 - Lonnie Brooks, Amerikaans bluesgitarist (overleden 2017)
- 18 - Ursula den Tex, Nederlands journaliste en publiciste
- 20 - Rik Van Looy, Belgisch wielrenner (overleden 2024)
- 22 - Elizabeth Hubbard, Amerikaans actrice (overleden 2023)
- 23 - Akihito, 125e keizer van Japan (1989-2019)
- 23 - Gerard Scholten, Nederlands burgemeester (overleden 2020)
- 25 - Basil Heatley, Brits atleet (overleden 2019)
- 25 - Joachim Meisner, Duits kardinaal (overleden 2017)
- 26 - Caroll Spinney, Amerikaans poppenspeler (overleden 2019)
- 29 - Milly Scott, Nederlands zangeres en actrice

### datum onbekend
- Pälden Gyatso, Tibetaans boeddhistisch monnik (overleden 2018)
- Jos De Man, Belgisch advocaat, schrijver en acteur (overleden 2021)
- Sonja van Proosdij, Nederlands radiopresentatrice (overleden 2017)
- Lobsang Samten, Tibetaans geestelijke en politicus (overleden 1985)
- Riet Grabijn-van Putten, Nederlands SGP-lid en vrouwenrechtenactiviste binnen de partij

## Overleden
januari
- 3 - Wilhelm Cuno (56), Duits politicus
- 3 - Jack Pickford (36), Amerikaans acteur
- 4 - Lucas Lindeboom (87), Nederlands theoloog
- 5 - Calvin Coolidge (60), president van de Verenigde Staten (1923-1929)
- 9 - Aart Jacob Marcusse (64), hoofdcommissaris van Amsterdam
- 16 - Willy Burmester (63), Duits violist
- 17 - Edouard Descamps-David (85), Belgisch politicus en rechtsgeleerde
- 20 - Isabelo Tampinco (82), Filipijns beeldhouwer
- 25 - Rudolf Adriaan van Sandick (77), Nederlands ingenieur
- 31 - John Galsworthy (65), Brits schrijver

februari
- 2 - Gustav Lilienthal (84), Duits luchtvaartpionier
- 7 - Albert Apponyi (86), Hongaars politicus
- 9 - Andreas Frühwirth (88), Oostenrijks kardinaal
- 10 - Bart Kreeft (79), Nederlands acteur
- 12 - Jan Samijn (63), Belgisch syndicalist
- 14 - Henri Duparc (85), Frans componist
- 17 - Henri Viotta (84), Nederlands dirigent
- 26 - Thyra van Denemarken (79), Deense prinses

maart
- 5 - Dom de Gruyter (51), Nederlands acteur
- 6 - Anton Cermak (59), zittend burgemeester van Chicago (gevolgen aanslag)
- 16 - Alfréd Haar (47), Hongaars wiskundige
- 20 - Giuseppe Zangara (32), dader aanslag op Roosevelt
- 23 - Albert Eehog (48), Nederlands theoloog
- 28 - Julius Hoste (85), Belgisch schrijver en Vlaams-nationalist
- 29 - Alexander Schmuller (52), Russisch-Nederlands violist

april
- 4 - George Calnan (33), Amerikaans schermer
- 5 - Hjalmar Mellin (78), Fins wiskundige
- 10 - Henry van Dyke (81), Amerikaans theoloog
- 20 - Boris Rosing (64), Russisch natuurkundige en televisiepionier
- 22 - Sándor Ferenczi (59), Hongaars psychiater en psychoanalyticus
- 29 - Cornelis van Vollenhoven (58), Nederlands rechtsgeleerde
- 30 - Luis Miguel Sánchez Cerro (43), zittend president van Peru (moordaanslag)
- 30 - Anna de Noailles (56), Frans schrijfster

mei
- 1 - William Bertram (53), Canadees acteur en filmregisseur
- 8 - Bonaventura Cevretti (60), Italiaans kardinaal
- 10 - Mina Buderman-van Dijk (82), Nederlands operettezangeres
- 11 - Anton van Gijn (66), Nederlands politicus
- 21 - Alice Nahon (37), Belgisch dichteres
- 25 - Ignacio Villamor (70), Filipijns advocaat, rechter en bestuurder

juni
- 1 - Daniel Johannes de Villiers (60), Zuid-Afrikaans politicus
- 2 - Francis Jarvis (54), Amerikaans atleet
- 7 - Jan Loth (32), Pools voetballer en atleet
- 20 - Clara Zetkin-Eissner (89), Duits communistisch politica
- 22 - Tim Birkin (36), Brits autocoureur

juli
- 3 - Hipólito Yrigoyen (80), president van Argentinië (1916-1922, 1928-1930)
- 15 - Léon de Witte de Haelen (76), Belgisch militair
- 16 - J.A. Mulock Houwer (76), Nederlands architect
- 22 - Adolf Olland (66), Nederlands schaker
- 24 - Hendrik Langens (75), Belgisch politicus
- 25 - Max von Schilling (65), Duits componist
- 30 - Willem Storm van Leeuwen (50), Nederlands geneeskundige

augustus
- 5 - Louis Cohen (69), Nederlands socialist
- 10 - Alf Morgans (83), 4e premier van West-Australië
- 17 - Henri Brémond (68), Frans kerkhistoricus
- 21 - Gustaf Cederström (88), Zweeds schilder
- 26 - Julien Van Campenhout (35), Belgisch atleet
- 29 - Hendrik van der Vegte (65), Nederlands politicus
- 31 - Henri Borel (63), Nederlands journalist en schrijver

september
- 2 - Georges Leygues (75), Frans politicus
- 7 - Edward Grey (71), Brits politicus
- 7 - Herman Poort (47), Nederlands letterkundige
- 8 - Faisal I (50), koning van Irak (1920-1933)
- 18 - Stéphen Pichon, Frans politicus
- 20 - Annie Besant (85), Brits theosofe
- 25 - Paul Ehrenfest (53), Oostenrijks natuurkundige

oktober
- 2 - Elizabeth Thompson (86), Brits kunstschilder
- 10 - Jules Persyn (55), Belgisch letterkundige
- 19 - Hein Boeken (71), Nederlands dichter
- 21 - Ede Zeilinga (68), Nederlands zakenman
- 22 - Vithalbhai Patel, Indisch politicus
- 29 - Albert Calmette (70), Frans geneeskundige
- 29 - Paul Painlevé (69), Frans politicus en wetenschapper

november
- 2 - Arnold Werumeus Buning (87), Nederlands schrijver
- 3 - Bram van Collem (75), Nederlands dichter
- 3 - Émile Roux (79), Frans bacterioloog
- 8 - Nadir Shah (53), koning van Afghanistan (1929-1933) (moord)
- 8 - Albert Vogel sr. (59), Nederlands voordrachtskunstenaar
- 19 - Vittorio Sciajola (77), Italiaans jurist
- 26 - Firmin Gémier (53), Frans toneelregisseur

december
- 4 - Stefan George (65), Duits dichter
- 4 - pater Raphael Ligtenberg, Nederlands kunsthistoricus en monnik
- 7 - Giuseppe Albini (70), Italiaans letterkundige
- 7 - Jan Brandts Buys (65), Nederlands-Oostenrijks componist
- 12 - Antonín Švehla (60), premier van Tsjechoslowakije (1922-1929)
- 14 - Philomène van Kerckhoven-Jonkers (70), Belgisch-Nederlands actrice
- 17 - Thubten Gyatso (66), dalai lama
- 19 - Johan Hendrik Kern (66), Nederlands taalkundige
- 21 - Knud Rasmussen (54), Groenlands-Deens poolreiziger
- 25 - Francesc Macià (75), president van Catalonië (1932-1933)
- 27 - Max Heldt (61), Duits politicus
- 27 - Anatoli Loenatsjarski (58), Russisch politicus
- 29 - Ion Duca (54), premier van Roemenië

datum onbekend
- Emile-Henri t'Serstevens (54/55), Belgisch fotograaf (geboren 1868)

## Weerextremen in België
- 26 januari : ijs in rivieren en kanalen, zelfs in de Maas en de Schelde.
- 27 juli : maximumtemperatuur tot 29,4 °C op de Baraque Michel (Jalhay) en 37,0  °C in Leopoldsburg.
- 30 september : maximumtemperatuur tot 26,8 °C in Wardin (Bastogne).
- 19 november : maximumtemperatuur tot 18,5 °C op de Baraque Michel (Jalhay), maar slechts 12 °C aan de kust (Oostende).
- 6 december : minimumtemperatuur tot –10,8  °C in Gerdingen (Bree) en -11,2  °C in Wardin (Bastogne).
- 14 december : maximumtemperatuur tot –3,2  °C in Oostende en -7,1 °C in Wardin (Bastogne).
- december : december met laagste gemiddelde maximumtemperatuur: -0,2 °C (normaal 5,5 °C).
- december : december met laagste gemiddelde minimumtemperatuur: -5,3 °C (normaal 0,8 °C).

Bron: KMI Gegevens Ukkel 1901-2003  met aanvullingen 
← · januari · februari · maart · april · mei · juni · juli · augustus · september · oktober · november · december ·  →